# 田仁
田仁（？—前91年），中国汉朝人，魯相田叔之子，田齊後裔。
田仁因身材健壯在衛青的幕府擔任舍人，數度跟隨出擊匈奴。衛青進言提拔田仁為郎中。數年後為兩千石的丞相長史，後丞相換人而失官，田仁對漢武帝上書請奏擔任刺史調查三河太守（河南、河東、河內）。後來漢武帝東巡，田仁上奏成果，皇帝聽了很高興，拜為京輔都尉，一個多月後又升為丞相司直。
多年後，巫蠱之禍爆發，江充诬陷衛太子刘据以巫蠱詛咒皇帝，衛太子杀江充後和丞相刘屈氂在长安城中作战。田仁認為太子與皇帝骨血至親，父子之間的嫌隙不會太嚴重，為避免後續此事過了被追究，所以放太子出长安城。汉武帝大怒，處死田仁。一說是長陵令田千秋告發田仁叛變，田仁因此被滅族。
史記中的褚少孫補記提到，褚少孫擔任郎官時聽說田仁與任安感情很好，一開始兩人在大將軍幕府駕車認識，期間成為密友，初時因家貧未能賄賂將軍府管家，被安排飼養脾氣不好、會咬人的馬。後來大將軍尚平陽公主，田仁及任安於府中曾被安排與騎奴同席共食，憤而割斷草蓆，堅持與騎奴分席而食。有一次漢武帝想選郎官，讓衛青推薦門客，衛青打算推薦十幾個富家子，會賢大夫少府趙禹來到將軍府中，衛青叫出所舉舍人讓趙禹看看，趙禹覺得那十幾個人只是有錢、不堪此任，認為在大將軍府中應有將才，於是趙禹召集全部門客一百多人依次詢問，選出了田仁與任安。衛青對此當下實有不滿。漢武帝召見衛將軍舍人後，很喜歡田仁與任安，於是任用了兩人當官。

## 延伸阅读
[在维基数据编辑]
 《史記/卷104》，出自司馬遷《史記》